# Partystona metallica
Partystona metallica là một loài bọ cánh cứng trong họ Tenebrionidae. Loài này được J. C. Watt miêu tả khoa học đầu tiên năm 1992.